# Neocladia trifasciatus
Neocladia trifasciatus är en stekelart som beskrevs av Singh och Agarwal 1993. Neocladia trifasciatus ingår i släktet Neocladia och familjen sköldlussteklar. Inga underarter finns listade i Catalogue of Life.